# Carlos Romero (attore)
Carlos Romero (Hollywood, 15 febbraio 1927 – Ferndale, 21 giugno 2007) è stato un attore statunitense.
Recitò dal 1958 al 1973 in 11 film e dal 1957 al 1989 in oltre 70 produzioni televisive. Fu accreditato anche con il nome Carl Rogers.

## Biografia
Carlos Romero nacque a Hollywood, in California, il 15 febbraio 1927. Debuttò al cinema e alla televisione alla fine degli anni cinquanta.
Per la televisione vanta una lunga serie di partecipazioni a serie televisive. Interpretò tra gli altri, Romero Serrano in sei episodi della serie Zorro dal 1958 al 1961, Rico Rodriguez in quattro episodi della serie Wichita Town dal 1959 al 1960, Seradil in un doppio episodio della serie Indirizzo permanente nel 1961 (più un altro episodio con un altro ruolo), il detective Ruben Sanchez  in tre episodi della serie Adam-12 dal 1972 al 1973 e
Carlo Agretti in nove episodi della serie Falcon Crest dal 1982 al 1983. Diede inoltre vita a numerosi personaggi minori in molti episodi di serie televisive collezionando diverse apparizioni come guest star dagli anni cinquanta alla fine degli anni ottanta, anche con ruoli diversi in più di un episodio, come due episodi di Bat Masterson, tre episodi di Cheyenne, tre episodi di Maverick, quattro episodi di Carovane verso il west, tre episodi di Perry Mason, due episodi di Il grande teatro del west, due episodi di Ai confini dell'Arizona, due episodi di Cannon e due episodi di Cuore e batticuore.
Fu inoltre accreditato in diverse produzioni cinematografiche per le quali interpretò personaggi più o meno secondari, come l'ufficiale Johnson in Tribunale senza magistrati del 1958, Fred in La vera storia di Lynn Stuart del 1958, Carlos Contreras in Agguato ai Caraibi del 1958, Francisco Quiroga in Là dove il sole brucia del 1959, Arreaga in Cordura del 1959, il tenente della polizia Reyes in Deadly Duo del 1962 e Chowig in L'isola dei delfini blu del 1964.
L'ultimo suo ruolo per la televisione fu quello di Alfredo Perez per la serie Avvocati a Los Angeles interpretato nell'episodio Urine Trouble Now trasmesso l'11 maggio 1989. Per quanto riguarda le interpretazioni per gli schermi cinematografici, l'ultima è quella nel film Il boss è morto del 1973 in cui recita, non accreditato, nel ruolo di Mariano Longobardo.
Morì a Ferndale, California, il 21 giugno 2007.

## Filmografia

### Cinema
- Tribunale senza magistrati (The World Was His Jury) (1958)
- La vera storia di Lynn Stuart (The True Story of Lynn Stuart) (1958)
- Agguato ai Caraibi (The Gun Runners) (1958)
- Là dove il sole brucia (The Young Land) (1959)
- Cordura (They Came to Cordura) (1959)
- Deadly Duo (1962)
- L'isola dei delfini blu (Island of the Blue Dolphins) (1964)
- Lanza tus penas al viento (1966)
- I professionisti (The Professionals) (1966)
- 2022: i sopravvissuti (Soylent Green) (1973)
- Il boss è morto (The Don Is Dead) (1973)

### Televisione
- State Trooper – serie TV, un episodio (1957)
- Le avventure di Rin Tin Tin (The Adventures of Rin Tin Tin) – serie TV, 2 episodi (1958-1959)
- Zorro – serie TV, 6 episodi (1958-1961)
- Carovane verso il west (Wagon Train) – serie TV, 4 episodi (1958-1963)
- Broken Arrow – serie TV, un episodio (1958)
- How to Marry a Millionaire – serie TV, un episodio (1958)
- The Gale Storm Show: Oh! Susanna – serie TV, un episodio (1958)
- Cimarron City – serie TV, un episodio (1958)
- The Californians – serie TV, un episodio (1958)
- Wichita Town – serie TV, 4 episodi (1959-1960)
- Bronco – serie TV, 2 episodi (1959-1960)
- Bat Masterson – serie TV, 2 episodi (1959-1960)
- Cheyenne – serie TV, 3 episodi (1959-1960)
- Gli uomini della prateria (Rawhide) – serie TV, 6 episodi (1959-1963)
- Richard Diamond (Richard Diamond, Private Detective) – serie TV, un episodio (1959)
- Ricercato vivo o morto (Wanted: Dead or Alive) – serie TV, episodio 2x11 (1959)
- Maverick – serie TV, 3 episodi (1960-1961)
- Avventure lungo il fiume (Riverboat) – serie TV, un episodio (1960)
- Shotgun Slade – serie TV, un episodio (1960)
- Bourbon Street Beat – serie TV, episodio 1x34 (1960)
- Peter Gunn – serie TV, episodio 3x02 (1960)
- Indirizzo permanente (77 Sunset Strip) – serie TV, 3 episodi (1961-1962)
- Have Gun - Will Travel – serie TV, 2 episodi (1961-1963)
- Disneyland – serie TV, un episodio (1961)
- Surfside 6 – serie TV, episodio 1x15 (1961)
- The Case of the Dangerous Robin – serie TV, un episodio (1961)
- Gunslinger – serie TV, episodio 1x07 (1961)
- Scacco matto (Checkmate) – serie TV, episodio 1x29 (1961)
- The Dick Powell Show – serie TV, episodio 2x09 (1962)
- Perry Mason – serie TV, 3 episodi (1963-1966)
- Il virginiano (The Virginian) – serie TV, 2 episodi (1963-1970)
- Empire – serie TV, un episodio (1963)
- Alcoa Premiere – serie TV, un episodio (1963)
- L'ora di Hitchcock (The Alfred Hitchcock Hour) – serie TV, un episodio (1963)
- G.E. True – serie TV, episodio 1x33 (1963)
- Ben Casey – serie TV, episodio 4x31 (1965)
- Laredo – serie TV, un episodio (1965)
- Il fuggiasco (The Fugitive) – serie TV, 2 episodi (1966-1967)
- Daniel Boone – serie TV, un episodio (1966)
- Le spie (I Spy) – serie TV, episodio 1x22 (1966)
- La grande vallata (The Big Valley) – serie TV, episodi 2x02-2x03 (1966)
- F.B.I. (The F.B.I.) – serie TV, 4 episodi (1967-1969)
- Ai confini dell'Arizona (The High Chaparral) – serie TV, 2 episodi (1967-1970)
- Gli invasori (The Invaders) – serie TV, un episodio (1967)
- Death Valley Days – serie TV, un episodio (1967)
- Selvaggio west (The Wild Wild West) – serie TV, episodio 3x03 (1967)
- Operazione ladro (It Takes a Thief) – serie TV, 2 episodi (1968-1969)
- I giorni di Bryan (Run for Your Life) – serie TV, episodio 3x16 (1968)
- Mannix – serie TV, un episodio (1968)
- Dragnet 1967 – serie TV, un episodio (1968)
- Tre nipoti e un maggiordomo (Family Affair) – serie TV, 2 episodi (1969-1971)
- Mod Squad, i ragazzi di Greer (The Mod Squad) – serie TV, un episodio (1969)
- Il grande teatro del west (The Guns of Will Sonnett) – serie TV, 2 episodi (1969)
- D.A.: Murder One – film TV (1969)
- Cannon – serie TV, 2 episodi (1971-1976)
- La famiglia Smith (The Smith Family) – serie TV, un episodio (1971)
- Adam-12 – serie TV, 3 episodi (1972-1973)
- O'Hara, U.S. Treasury – serie TV, un episodio (1972)
- Le strade di San Francisco (The Streets of San Francisco) – serie TV, un episodio (1973)
- Barnaby Jones – serie TV, 2 episodi (1974-1980)
- Kung Fu – serie TV, un episodio (1974)
- Banacek – serie TV, un episodio (1974)
- L'uomo da sei milioni di dollari (The Six Million Dollar Man) – serie TV, un episodio (1974)
- Kolchak: The Night Stalker – serie TV, un episodio (1975)
- Chico (Chico and the Man) – serie TV, un episodio (1975)
- Wonder Woman – serie TV, un episodio (1977)
- Agenzia Rockford (The Rockford Files) – serie TV, un episodio (1978)
- Cuore e batticuore (Hart to Hart) – serie TV, 2 episodi (1979-1983)
- Falcon Crest – serie TV, 9 episodi (1982-1983)
- Codice rosso fuoco – serie TV, un episodio (1982)
- T.J. Hooker – serie TV, un episodio (1983)
- Professione pericolo (The Fall Guy) – serie TV, un episodio (1984)
- Top Secret (Scarecrow and Mrs. King) – serie TV, un episodio (1985)
- A-Team (The A-Team) – serie TV, un episodio (1985)
- Dynasty – serie TV, un episodio (1986)
- Magnum, P.I. – serie TV, un episodio (1987)
- Avvocati a Los Angeles (L.A. Law) – serie TV, un episodio (1989)